# 丰州古墓群
丰州古墓群，位于中国福建省南安市丰州镇旭山村、桃源村等，是一处西晋、东晋、南朝、隋唐时期墓葬群，分布于丰州华侨中学附近狮子山。两晋及南朝古墓大多为券顶砖室墓，唐墓有土坑和砖室两种。砖室墓平面有长方形、刀形、凸字形，墓砖纹饰多样，出土遗物以青瓷器为主。纪年墓砖有“太康五年（284年）”、“咸康元年（335年）”、“咸安二年（372年）”、“宁康三年（375年）”、“太元三年（378年）”、“元嘉四年（427年）”、“天监十三年（514年）”等。先后出土的铜质“部曲将印”、“阮咸”图案花纹砖，均为福建省首次发现。2009年11月16日公布为第七批福建省文物保护单位。